# Buslijn 64 (Amsterdam)

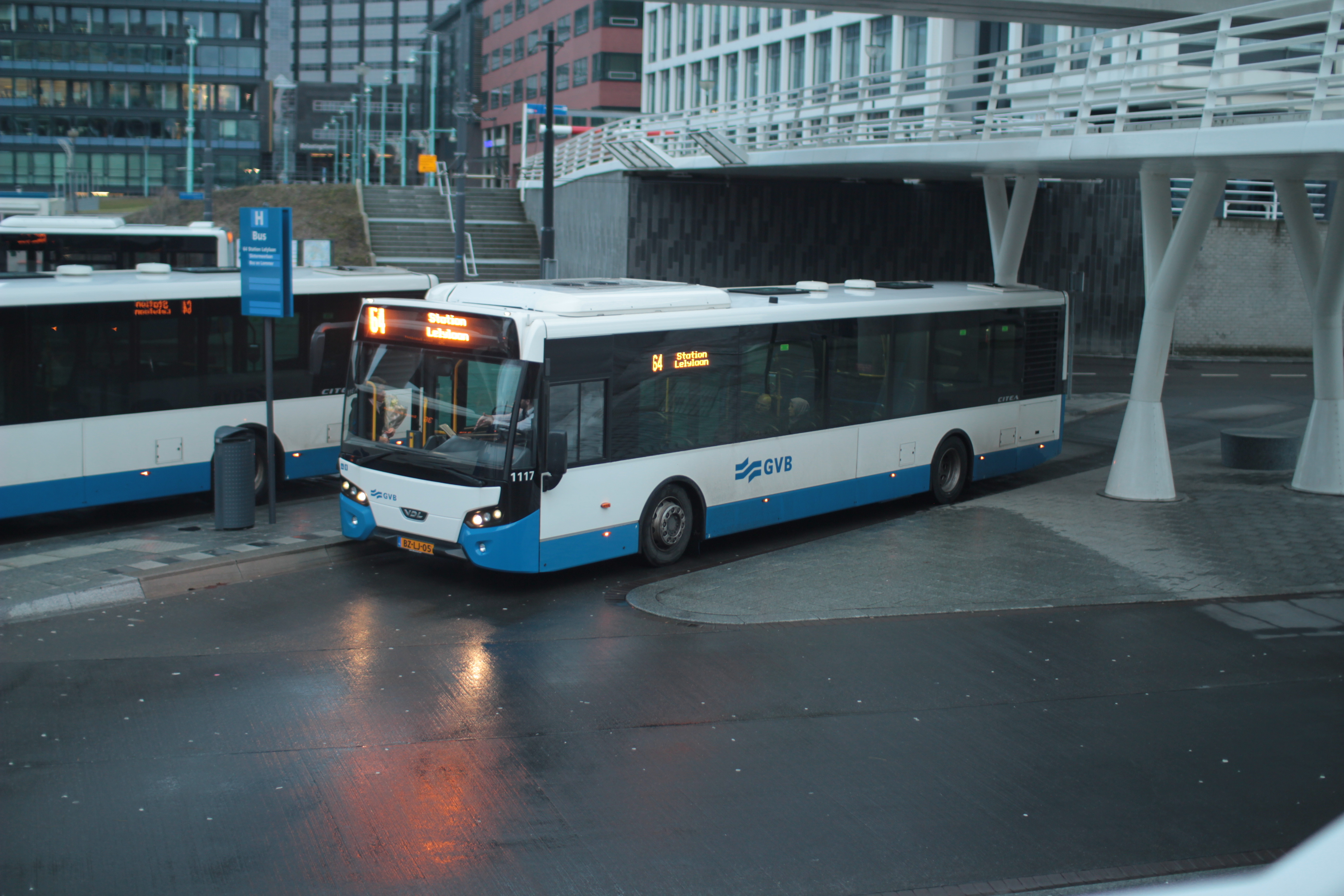
Een VDL bus van lijn 64 op de eindhalte Station Sloterdijk, december 2012

Buslijn 64 was een stadsbuslijn in Amsterdam Nieuw-West die Station Sloterdijk verbond met Station Lelylaan. De laatste lijn werd ingesteld op 28 mei 2006 en werd geëxploiteerd door het GVB. Er hebben sinds 1986 vier buslijnen met het lijnnummer 64 gereden (en een lijn 164), alle met exploitatie vanuit de hoofdgarage West.

## Geschiedenis

### Lijn 64 I
De eerste lijn 64 werd ingesteld op 1 juni 1986 als nieuwe integratielijn tussen Amstelveen Plein 1960, station Sloterdijk en Zaandam Peperstraat. Het betrof een samenwerking tussen het GVB en de toenmalige streekvervoerders Enhabo en Centraal Nederland (die al in 1985 een kortstondige pendelbuslijn 64 liet rijden door Amstelveen Waardhuizen toen wegens werkzaamheden daar geen grote bussen konden komen), waarbij de lijn in tweeën was geknipt; het GVB (en het GVB alleen) reed richting Amstelveen, Enhabo richting Zaandam via de route van buslijn 97.
Lijn 64 verving de westelijke route van lijn 36 en reed via de Hoofdweg, Jan Evertsenstraat en Jan Voermanstraat naar Station Lelylaan. Vandaar werd via de Johan Huizingalaan en de A10 naar de Amstelveenseweg gereden. Daarna via de Buitenveldertselaan en de Beneluxbaan naar Plein 1960. Vanaf september 1986 ging het GVB ook naar Zaandam rijden, waarbij drie diensten met Enhabo-chauffeurs werden bemand. Na een jaar werd dit traject in verband met onvoldoende passagiers sterk ingekrompen en op 29 mei 1988 in zijn geheel opgeheven. Ter vervanging stelde de Enhabo een spitslijn 98 in.
Lijn 64 was nu weer alleen een papieren samenwerking tussen GVB en CN en op 2 december 1990, bij de komst van de Amstelveenlijn kreeg de lijn in Buitenveldert een uitgebreidere en langere route door de wijk ter compensatie van opgeheven andere buslijnen. In de zomer van 1994, toen CN werd opgedeeld (feitelijk teruggesplitst) in NZH en Midnet, werd de lijn in de spitsuren tijdelijk versterkt tot een 10-minutendienst op het hele traject in verband met de opheffing van spitslijn 49 wat op het Amstelveense gedeelte een overcapaciteit gaf.

### Lijn 64 II
In september 1994 werd de lijn ingrijpend gewijzigd en ging het traject Slotervaart – Amstelveen naar lijn 68, eveneens een papieren samenwerking tussen GVB en CN die bijna twintig jaar eerder werd voorafgegaan door een mislukt experiment met een Amstelveense stadslijn naar Nes aan de Amstel met hetzelfde nummer.
Vanaf de Louweshoek reed lijn 64 nu volgens de route van lijn 19 naar Station Sloterdijk waardoor een ringlijn in één richting ontstond. Lijn 19 reed de andere richting. Op Sloterdijk gingen de lijnen in elkaar over. Omdat het voor de chauffeurs te veel werk was elke keer de lijnnummers te verdraaien van 64 naar 19 of terug waren de bussen opzij en achter blanco ingefilmd. Later plaatste men de lijnnummers 19 / 64 vlak achter elkaar in de films. Desondanks werd later de combinatie ongedaan gemaakt en reden de bussen steeds in één richting op hun eigen lijn. Door de onregelmatige dienstuitvoering, waarbij nog kwam dat lijn 19 met gelede bussen reed en lijn 64 met standaardbussen, besloot men de lijn in mei 1999 te knippen in Slotervaart.

### Lijn 64 III, lijn 164 en lijn 95/195

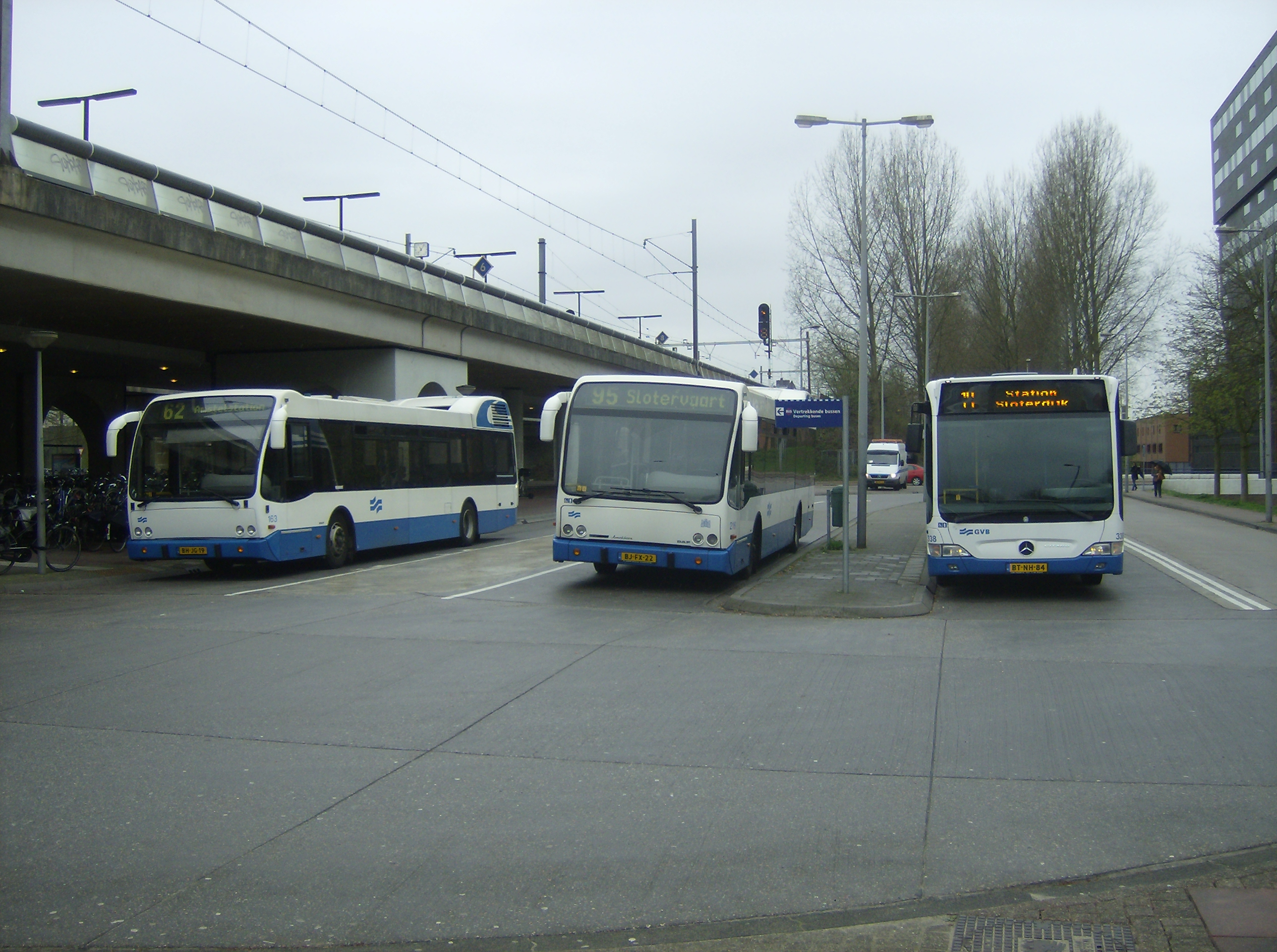
Midden Jonckheerbus 216 op lijn 95 bij Lelylaan in 2009

Voortaan reed lijn 64 alleen tussen Slotervaart en Sloterdijk volgens de oorspronkelijke route van lijn 64. In 2003 werd ter vervanging van de opgeheven Connexxion lijn 197 een nieuwe GVB-lijn 164 ingesteld tussen de Louweshoek en Schiphol, volgens de route van lijn 197 via de Oude Haagsebrug, in aansluiting op lijn 64. Later werd lijn 164 via de route van lijn 64 doorgetrokken naar Sloterdijk waarbij op stille tijden lijn 64 verviel en alleen lijn 164 reed. Ook werd voortaan een ommetje via de Oude Haagseweg gereden ter ontsluiting van bedrijven.
De laatste wijziging vond plaats in december 2004 toen de lijnen 64 en 164 in plaats van via de Hoofdweg via de verlaten route van lijn 19 door de Burgemeestersbuurt in Slotermeer gingen rijden en vandaar via de Jan Voermanstraat op hun oude route kwamen. Op 28 mei 2006 werden de lijnen 64 en 164 in het kader van wijziging van het lijnennet in deze vorm geheel opgeheven. Lijn 164 werd vervangen door Sternetlijn 195 en korttraject-lijn 95. Deze laatste lijn werd opgeheven met de dienstregeling 2012, terwijl lijn 195 overging naar Connexxion en in exploitatietijd werd beperkt tot maandag tot en met vrijdag overdag.
Op 13 december 2015 werd lijn 195 opgeheven en vervangen door een uitbreiding op lijn 69 en verlegging en uitbreiding van lijn 145.

### Lijn 64 IV
De laatste lijn 64 werd ingesteld op 28 mei 2006 en verbond Station Sloterdijk met Station Lelylaan volgens een geheel andere route dan de vorige lijn 64. De lijn reed vanaf Sloterdijk ter vervanging van de verlegde lijn 21 via de Wiltzanghlaan en Burgemeester Vening Meineszlaan naar de Slotermeerlaan en verder via de Burgemeester Röellstraat en de Jan Tooropstraat langs de nieuwe wijk Oostoever Sloterplas en via de Robert Fruinlaan naar Station Lelylaan. Behalve dat de lijn door het niet meer geschikt zijn van het westelijk gedeelte van de Vening Meineszlaan voor het busverkeer werd verlegd via de Burgemeester Fockstraat bleef de lijn verder ongewijzigd.
Sinds de jaardienst 2014 werd in de avonduren na 20.00 uur en op zondagmorgen voor 11.00 uur niet meer gereden in verband met het geringe vervoer.
In het vervoerplan 2015 werd door het GVB voorgesteld de lijn geheel op te heffen. De argumentatie hierbij was dat op de gehele route alternatieve reismogelijkheden bestaan door de lijnen 12, 7, 14, 21, 13, 18 en 50 en er (vrijwel) geen halte onbediend blijft. Op 14 december 2014 werd de lijn dan ook opgeheven.